# Bradley Klahn
Bradley Klahn (Poway, 20 agosto 1990) è un ex tennista statunitense.

## Statistiche

### Tornei minori

#### Singolare

##### Vittorie (9)
| Legenda tornei minori |
| Challenger (8)        |
| Futures (1)           |

| N. | Data             | Torneo                                           | Superficie | Avversario in finale | Punteggio        |
| 1. | 24 marzo 2013    | USA F8, Costa Mesa                               | Cemento    | Cho Min Hyeok        | 6-3, 6-3         |
| 2. | 11 agosto 2013   | Comerica Bank Challenger, Aptos                  | Cemento    | Daniel Evans         | 3–6, 7–6(5), 6–4 |
| 3. | 10 novembre 2013 | Yeongwol Challenger Tennis, Yeongwol             | Cemento    | Tarō Daniel          | 7–6(5), 6–2      |
| 4. | 26 gennaio 2014  | Royal Lahaina Challenger, Maui                   | Cemento    | Yang Tsung-hua       | 6-2, 6-3         |
| 5. | 9 febbraio 2014  | Charles Sturt Adelaide International, West Lakes | Cemento    | Tatsuma Itō          | 6-3, 7–6(9)      |
| 6. | 2 novembre 2014  | Traralgon Challenger, Traralgon                  | Cemento    | Jarmere Jenkins      | 7–6(5), 6-1      |
| 7. | 22 luglio 2018   | Challenger de Gatineau, Gatineau                 | Cemento    | Ugo Humbert          | 6-3, 7–6(5)      |
| 8. | 18 novembre 2018 | Challenger Series - Houston, Houston             | Cemento    | Roy Smith            | 7–6(4), 7–6(4)   |
| 9. | 14 luglio 2019   | Winnetka Challenger, Winnetka                    | Cemento    | Jason Kubler         | 6-2, 7-5         |